# Julien Schepens

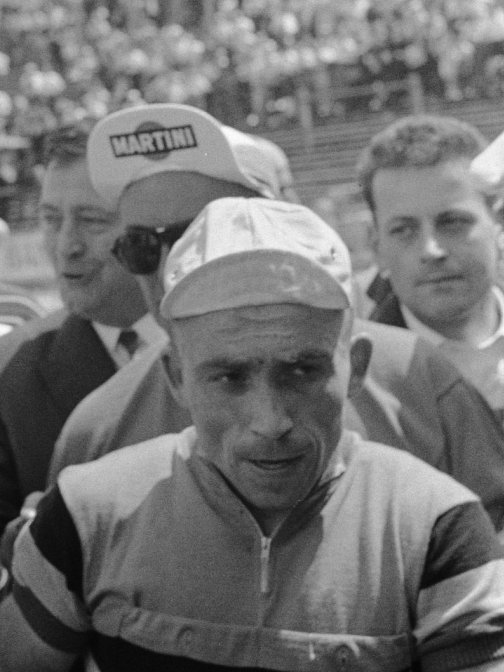
Julien Schepens (1960)

Julien Schepens (* 19. Dezember 1935 in Anzegem; † 16. August 2006 in Nokere, Kruisem) war ein belgischer Radrennfahrer und nationaler Meister im Radsport.

## Sportliche Laufbahn
1954 gewann er die belgische Meisterschaft im Straßenrennen der Amateure vor Gabriel Borra. 1955 wechselte er, nachdem er zwei Etappen der Belgien-Rundfahrt gewonnen hatte, in die Klasse der Unabhängigen und gewann ein Jahr später den belgischen Meistertitel, sowie 12 weitere Rennen. 1957 erhielt er einen Vertrag als Profi im Radsportteam Mercier-BP-Hutchinson.
1960 siegte er zum Auftakt der Tour de France und trug für einen Tag das Gelbe Trikot. Er musste im Verlauf der Rundfahrt allerdings ausscheiden. Mit dem Grand Prix de Denain gewann er 1962 ein weiteres bedeutenderes Rennen bei den Berufsfahrern. Auch der zweite Platz hinter Albert Bouvet beim Rennen Paris–Tours war ein Erfolg für ihn.